# Jaspis
Jaspis je vrsta kremena in / ali kalcedona in drugih mineralnih faz,  je neprozorna , nečista sorta dioksida, običajno rdeče, rumene, rjave ali zelene barve in redko modre. Rdeča barva je posledica železovih (III) vključkov. Mineralni agregat je prekinjen z gladko površino in se uporablja za okraševanje ali kot dragulj Lahko se spolirana in se uporablja za vaze, pečate in šatulje. Specifična teža jaspisa je običajno 2,5-2,9. 
Skupaj s heliotropom (krvavi jaspis) - jaspis (zelene barve z rdečimi pikami) - je eden od tradicionalnih zaščitnih kamnov ljudem, rojenim v mesecu septembru. Jaspilit je plastovita formacija železove skale, ki ima pogosto izrazite pasove jaspisa.

## Etimologija in zgodovina
Ime pomeni "marogast ali pegast videz kamna" in je izpeljanka iz stare francoščine jaspre (varianta anglo-normankega jaspe) in latinskega iaspidem (nom. iaspis), iz grščine ἴασπις; iaspis, iz orientalskih jezikov (hebrejsko יושפה yushphah, akadsko yashupu). 
Zeleni jaspis je bil uporabljen za vrtanje orodja v Mehrgarhu, Pakistan med 4. in 5. tisočletje pr. n. št.  Jaspis je znan kot najljubši dragulj v antičnem svetu. Njegovo ime je mogoče izslediti v arabskem, perzijskem, hebrejskem, asirskem, grškem in latinskem jeziku.  Na minojski Kreti je bil jaspis izrezljan za proizvodnjo pečatov okoli leta 1800 pred našim štetjem, kot je razvidno iz arheoloških najdb v palači Knosos. 
Čeprav je izraz jaspis zdaj omejen na neprozoren kremen, je bil starodavni iaspis precej prosojen vključno nefrit. Jaspis iz antike je bil v mnogih primerih izrazito zelen, in so ga pogosto primerjali s smaragdno zeleneno in drugimi predmeti. Jaspis je naveden v Pesmi o Nibelungih kot jasen in zelene. Verjetno je jaspis iz antike vseboval kamne, ki bi jih zdaj klasificirali kot kalcedon, in podobnost s smaragdnozeleno bi lahko bila podobna sodobnemu krizoprasu. Hebrejska beseda yushphah lahko pomeni zeleni jaspis. Flinders Petrie je predlagal, da je bil odem prvi kamen na oklepu velikega duhovnika, rdeči jaspis, medtem ko je  tarshish, deseti kamen, morda rumeni jaspis.

## Tipi
Jaspis je moten kamen skoraj vseh barv, ki so posledica vsebnosti mineralnih izvornih sedimentov ali pepela. Vzorci se pojavijo v procesu konsolidacije tvorjena toka in sedimentacijskih vzorcev v originalni s kremenom bogati usedlini in vulkanskega pepela. Na splošno mislijo, da je hidrotermalna cirkulacija potrebna pri oblikovanju jaspisa.
Klasifikacija in poimenovanje jaspisa predstavlja izziv.  Pogoje pripisujejo različnim dobro opredeljenim materialom, ki vključujejo geografski kraj, kjer so ga našli, včasih precej omejeno, kot je "Bruneau" (kanjon) in "Lahontan" (jezero), reke in celo posamezne gore, mnogi so se domislili kot "gozdni požar" ali "mavrica", drugi pa opisno kot "jesen", "porcelan" ali "Dalmacija". Nekaj poimenovanj je po državi porekla kot Rjavi egiptovski ali rdeči afriški.
Slika jaspiss je kombinacija vzorcev (kot povezovanje črt ali sedimentacijskih vzorcev vode ali vetra, dendritične ali barvne različice), zaradi česar se zdi, da so na prerezu prizori ali slike. Difuzija iz centra proizvaja značilen orbicularni videz, imenuje se jaspis leopardja koža ali linearne trakove, kot so razvidni pri Leisegang jaspisu. Sprijeta razdrobljena skala kaže brečast (razbit) jaspis. Primere je mogoče videti na Llanddwyn Islandu v Walesu. 
Izraz basanit se občasno uporablja za različne jaspise, na primer črn kremen ali chert jaspis, ki jih najdemo v številnih državah ZDA. Take vrste jaspisa so tudi neuradno znani kot Lydian stone ali lydite in so ga uporabljali kot standard za testiranje čistosti plemenitih kovinskih zlitin. 

## Galerija
- Brečasti rdeči jaspis padle gladko, 1 in (2,5 cm)
- Brečasti rumeni jaspis
- Grob zeleni jaspis, Montjuïc, Barcelona
- Orbicular  jaspis, 5 cm (2,0 in), Madagaskar
- Slika jaspisa, Bruneau, Idaho. A. E. Seaman Mineral Museum